# Iron Maiden Tour
Iron Maiden Tour är det engelska heavy metal-bandet Iron Maidens första längre turné, gjord i samband med det självbetitlade debutalbumet Iron Maiden år 1980. 
Turnén pågick från våren 1980 till december 1980 med totalt 103 konserter. Turnén tog dem för första gången ut i Europa.
Iron Maiden hade sedan bildandet 1975 gjort en stor mängd klubbspelningar i Storbritannien med låtarna som kom att utgöra debutalbumet och uppföljaren Killers.  I februari 1980 var de förband på turnén Metal For Muthas med Motörhead, Samson och Saxon, och i mars var de förband åt Judas Priest på den brittiska delen av British Steel-turnén.
Våren 1980 inleddes den egna albumturnén i Storbritannien. Efter den första egna konserten på Rainbow Theatre i London anordnade skivbolaget EMI en efterfest på Madame Tussauds skräckkabinett. Den brittiska turnén pågick till 23 augusti, med en avstickare till Uleåborg, Finland för en festivalspelning. Därefter agerade de förband åt KISS under Europa-delen av Unmasked Tour från 24 augusti till 16 oktober och fick spela inför arenapublik. Som förband spelade de åtta eller nio låtar, i cirka 45 minuter.
Låtarna som spelades från Killers var ännu inte inspelade och utgivna.

## Första Sverigebesöket
Den 9 oktober 1980 spelade Iron Maiden för första gången i Sverige, i Eriksdalshallen i Stockholm. Den 10 oktober 1980 spelade de i Scandinavium i Göteborg. Båda spelningarna var som förband åt Kiss. Konserten i Stockholm skulle ha varit på Johanneshov, men på grund av renovering flyttades den till Eriksdalshallen. Eriksdalshallen räknades som Stockholms näst största inomhusarena och konserten var utsåld, med en publik på 3 300. Konsertbiljetten kostade 60 kronor.
Jan-Olov Andersson på Aftonbladet gjorde en av de första svenska intervjuerna med Steve Harris och Paul Di'Anno inför konserten i Stockholm. Harris kommenterade bl.a: "Vi vill vara värre än alla andra band", och Di'Anno beskrev Iron Maiden som ett hårdrocksband med ett punkbands attityd.
Låtlistan för Iron Maidens första Sverigespelning var: Sanctuary, Prowler, Remember Tomorrow, Running Free, Transylvania, Phantom Of The Opera, Iron Maiden och Drifter.
Göteborgs-Posten skrev: "Iron Maiden som inledde kvällen hör till den nya vågen inom hårdrocken. Det är en rätt bra grupp som kan ösa på ordentligt men som ändå saknar en egen profil. Fast publiken var med på noterna - inte minst när det gäller en del svåra saker som sångaren fick den att sjunga."

## Dennis Stratton ersätts av Adrian Smith
Under förbandsturnén med KISS hade Iron Maiden, och särskilt deras manager Rod Smallwood, tagit illa vid sig av att deras gitarrist Dennis Stratton höll socialt avstånd till de övriga medlemmarna. Han umgicks mer med KISS än med det egna bandet och reste hellre med KISS road crew eller med EMI-personal än i Iron Maidens buss. Dessutom ville han ta Iron Maiden i en mjukare musikalisk riktning och föredrog de lugnare låtarna, och musikaliska skiljaktigheter blev den officiella förklaringen när han fick sparken i oktober 1980. Den 13 oktober 1980 gjordes den sista konserten med Dennis Stratton i Drammen i Norge. Han ersattes av Dave Murrays barndomskompis Adrian Smith och tillsammans med honom avslutade bandet turnén med tretton brittiska konserter.

## Live at the Rainbow
Turnéavslutningen på Rainbow Theatre i London filmades som Iron Maidens första konsertfilm och gav ut som Live at the Rainbow.

## Spellista

### Som förband
Intro: The Ides of March (Killers, 1981)
1. Sanctuary (Sanctuary / Iron Maiden, 1980)
2. Prowler (Iron Maiden, 1980)
3. Remember Tomorrow (Iron Maiden, 1980)
4. Running Free (Iron Maiden, 1980)
5. Transylvania (Iron Maiden, 1980)
6. Phantom of the Opera (Iron Maiden, 1980)
7. Iron Maiden (Iron Maiden, 1980)
8. Drifter (Killers, 1981)

### Som huvudakt
Intro: The Ides of March (Killers, 1981)
1. Sanctuary (Sanctuary / Iron Maiden, 1980)
2. Prowler (Iron Maiden, 1980)
3. Wrathchild  (Killers, 1981)
4. Remember Tomorrow (Iron Maiden, 1980)
5. Charlotte the Harlot (Iron Maiden, 1980)
6. Killers (Killers, 1981)
7. Another Life (Iron Maiden, 1980)
8. Trumsolo (Clive Burr)
9. Transylvania (Iron Maiden, 1980)
10. Gitarrsolo (Dave Murray)
11. Strange World Iron Maiden, 1980)
12. Innocent Exile (Killers, 1981)
13. Phantom of the Opera (Iron Maiden, 1980)
14. Iron Maiden (Iron Maiden, 1980)
15. Running Free (Iron Maiden, 1980)
16. Drifter (Killers, 1981)
17. I've Got the Fire (Montrose-cover)

### Variationer
- Women in Uniform (Skyhooks-cover) - Endast spelad 25 november 1980.
- Invasion (The Soundhouse Tapes, 1979)  - Endast spelad 19 juli 1980.

## Nya länder
- Belgien (första gången utanför Storbritannien)
- Finland
- Italien
- Tyskland
- Frankrike
- Schweiz
- Nederländerna
- Sverige
- Danmark
- Norge

## Banduppsättning
- Steve Harris - elbas
- Paul Di'Anno - sång
- Dave Murray - gitarr
- Dennis Stratton - gitarr (t.o.m. 13 oktober 1980)
- Adrian Smith - gitarr (fr.o.m. 8 november 1980)
- Clive Burr - trummor